# Sati (hinduisme)

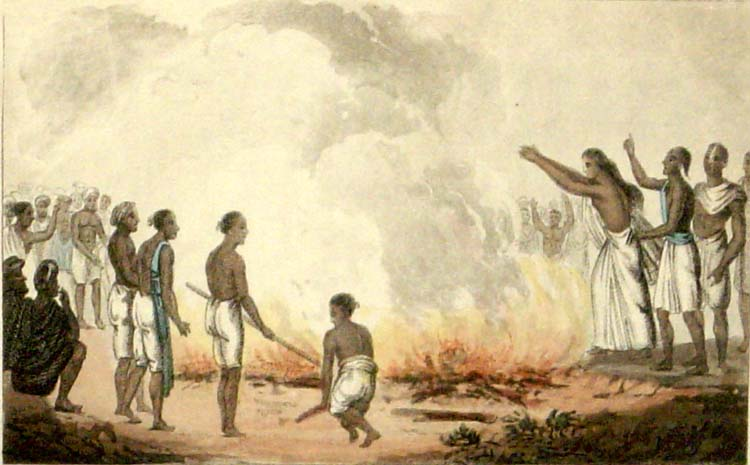
Vídua hindú llençant-se a la pira del seu marit

El sati (devanagari सती, satī, femení de sat, 'veritat') era un ritual ancestral practicat a l'Índia fins a l'any 1829 que consistia en immolar les vídues a la pira funerària dels seus marits. Els autors clàssics mencionen aquesta pràctica des del segle IV aC. Sembla que primer era un costum i un privilegi reial que s'hauria generalitzat i legalitzat més tard. Teòricament es tractava d'un acte voluntari, però les dones que es negaven a fer-ho eren menyspreades per la comunitat fins a l'ostracisme. El sati va ser abolit pel governador britànic Lord William Bentinck en 1829, influït per reformador indi Ram Mohan Roy, cap de l'organització Brahmo Samaj (la 'Societat de Déu'). Tot i així, en regions allunyades de l'Índia, encara va practicar-se de manera esporàdica fins a temps recents.

## Origen del mot
A l'època del Mahabharata, Sati (o també Dakxayani) era la filla gran de Prasuti i Dakxa. Estava enamorada de Xiva però Dakxa, el seu pare, que s'havia disputat amb el déu, els va prohibir casar-se. Sati el va desobeir i Dakxa es va venjar organitzant un sacrifici dedicat a Vixnu on va convidar-hi tots els déus excepte Xiva. Per rentar la injúria feta al seu marit, Sati es va llençar al foc sacrificial. Quan Xiva se'n va assabentar, es va precipitar al palau occint un gran nombre d'invitats i va decapitar Dakxa, reemplaçant-li més tard el cap pel d'un boc. Després d'això, Sati va renéixer de les seves cendres en tant que Pàrvati, retrobant així el seu espòs.